# Блочно-ориентированные модели
Блочно-ориентированные модели — это представление нелинейных систем в виде различных комбинаций инерционных звеньев и нелинейных безынерционных математических элементов. Такое представление моделей позволяет связать в явном виде входные и выходные переменные объектов с различной структурой и степенью нелинейности. К таким системам относятся системы типа Гаммерштейна, Винера, Винера-Гаммерштейна, фильтра Заде, обобщенной модели Винера и Sm-системы. 
Данные модели применяются при моделировании сложных экономических объектов, в области энергетики, нефтегазовой промышленности и на других сложных технических объектах.
Объектом исследования является нелинейный управляемый одномерный динамический объект с измеряемыми в дискретные моменты времени входом u(t) и выходом у(t).
При представлении нелинейных систем блочно-ориентированными моделями основные результаты в сфере структурной идентификации получены при идентификации дискретными и непрерывными моделями на определенных множествах блочно-ориентированных моделей, состоящих из разных модификаций моделей Гаммерштейна и Винера.

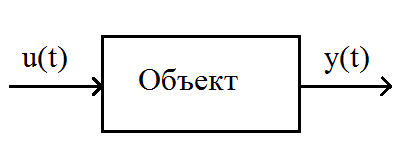
Структура объекта идентификации

Свойства нелинейности и динамичности таких объектов в ряде случаев невозможно четко разделить. Для упрощения задачи исследуемый нелинейный динамический объект представляют в виде некоторой комбинации линейных динамических блоков и безынерционных нелинейных блоков .

## Классы моделей и входных сигналов
Определение структуры модели осуществляется из следующего класса непрерывных блочно-ориентированных моделей:
{\displaystyle L=\{s_{i}\mid i=1,2,\dots ,9\}} (1)
где {\displaystyle s_{1}} — нелинейная статическая модель, {\displaystyle s_{2}} и {\displaystyle s_{3}} — простая и обобщенная модели Гаммерштейна, {\displaystyle s_{4}} и {\displaystyle s_{5}} — простая и обобщенная модели Винера, {\displaystyle s_{6}} — простая каскадная модель Винера-Гаммерштейна, {\displaystyle s_{7}} — расширенная модель Винера, {\displaystyle s_{8}} и {\displaystyle s_{9}} — простая и обобщенная каскадные модели Винера-Гаммерштейна.
Обозначим u(t) и y(t) — входная и выходная переменные, соответственно. Нелинейные статистические элементы, входящие в состав моделей, описываются полиномиальными функциями второй степени:
{\displaystyle f_{1}[x[(t)]]=c_{0}+c_{1}x(t)+c_{2}x^{2}(t)}
{\displaystyle f_{2}[x[(t)]]=d_{0}+d_{1}x(t)+d_{2}x^{2}(t)}
{\displaystyle c_{i}}, {\displaystyle d_{i}(i=0,1,2)} — постоянные коэффициенты, {\displaystyle W(p)}, {\displaystyle W_{i}(p)(i=1,2,3,4)} — передаточные функции линейных динамических систем с оперативной форме, то есть р означает инерцию дифференцирования: {\displaystyle p\equiv {\frac {d}{dt}}}.
Подразумевается, что линейные динамические звенья, входящие в состав класса блочно-ориентированных моделей, устойчивы, то есть корни их характеристических уравнений расположены в левой полуплоскости плоскости корней.

## Основные модели множества L и их уравнения

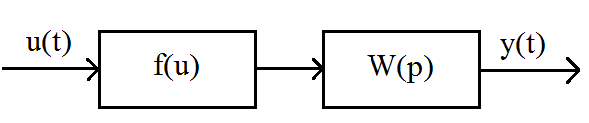
Простая модель Гаммерштейна

Простая модель Гаммерштейна. Применяется, когда постоянная составляющая выходного периодического сигнала не зависит от изменения частоты входного воздействия.
{\displaystyle y(t)=c_{0}W(0)+c_{1}W(p)u(t)+c_{2}W(p)u^{2}(t)}

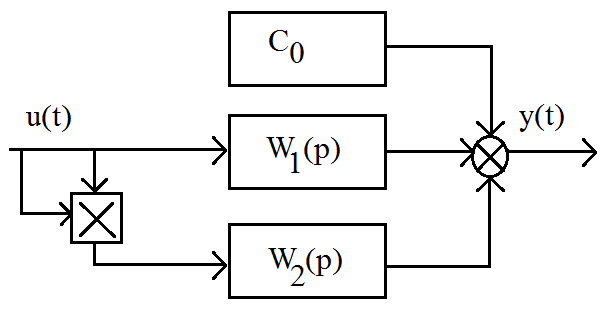
Обобщенная модель Гаммерштейна

Обобщенная модель Гаммерштейна. Применяется, когда постоянная составляющая выходного сигнала не зависит от изменения частоты входного воздействия. Ее различие от простой модели Гаммерштейна возможно по структурным особенностям модели.
{\displaystyle y(t)=c_{0}+W_{1}(p)u(t)+W_{2}(p)u^{2}(t)}

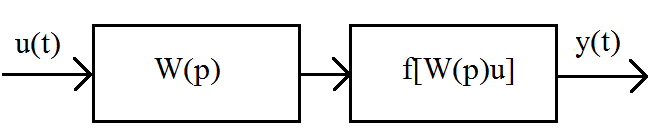
Простая модель Винера

Простая модель Винера. Применяется, когда постоянная составляющая выходного периодического сигнала зависит от изменения частоты входного воздействия. Отношение амплитуды первой гармоники к амплитуде второй гармоники и разность между постоянной составляющей и амплитудой второй гармоники не зависят от частоты.
{\displaystyle y(t)=c_{0}+c_{1}W(p)u(t)+c_{2}[W(p)u(t)]^{2}}

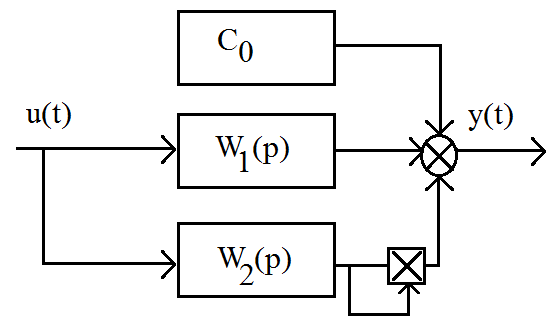
Обобщенная модель Винера

Обобщенная модель Винера. Применяется, когда разность между постоянной составляющей и амплитудой второй гармоники не зависит от частоты, а отношение квадрата амплитуды первой гармоники к амплитуде второй гармоники зависит от частоты.
{\displaystyle y(t)=c_{0}+c_{1}W_{1}(p)u(t)+c_{2}[W_{2}(p)u(t)]^{2}}

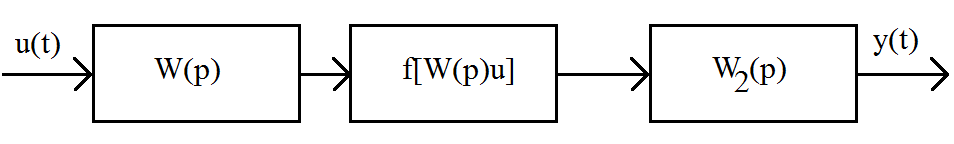
Простая каскадная модель Винера-Гаммерштейна

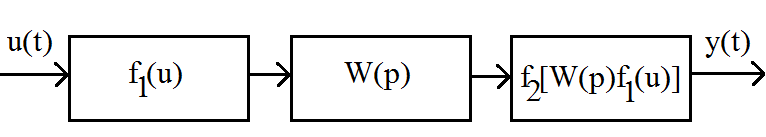
Простая каскадная модель Гаммерштейна-Винера

Простая каскадная модель Винера-Гаммерштейна. Применяется, когда разность между постоянной составляющей и амплитудой второй гармоники зависит от частоты.
{\displaystyle y(t)=c_{0}W(0)+c_{1}W_{1}(p)W_{2}(p)u(t)+c_{2}W_{2}(p)[W_{1}(p)u(t)]^{2}}

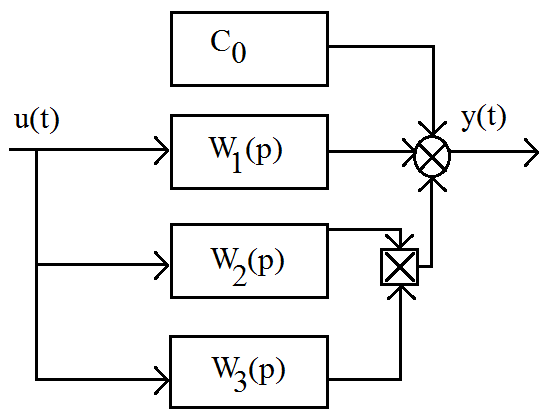
Расширенная модель Винера

Расширенная модель Винера. Применяется, когда все перечисленные выше величины зависят от частоты, однако постоянная составляющая и отношение разности постоянных составляющих при разных амплитудах входного воздействия к амплитуде второй гармоники, представляют собой тригонометрические функции от частоты.
{\displaystyle y(t)=c_{0}+c_{1}W_{1}(p)u(t)+[W_{2}(p)u(t)][W_{3}(p)u(t)]}

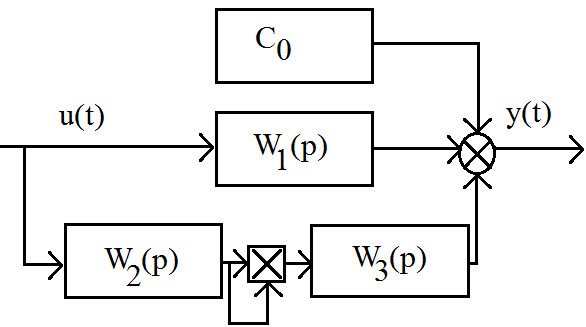
Обобщенная каскадная модель Винера-Гаммерштейна

Обобщенная каскадная модель Винера-Гаммерштейна. Применяется, когда постоянная составляющая и отношение разности постоянных составляющих при разных амплитудах входного воздействия к амплитуде второй гармоники, зависят от частоты, однако эти зависимости не являются тригонометрическими функциями от частоты.
{\displaystyle y(t)=c_{0}+c_{1}W_{1}(p)u(t)+W_{3}(p)[W_{2}(p)u(t)]^{2}}

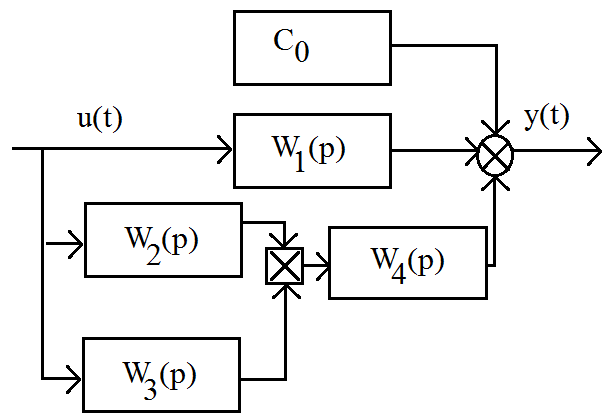
Расширенная каскадная модель Винера-Гаммерштейна

Расширенная каскадная модель Винера-Гаммерштейна. Применяется, когда постоянная составляющая представляет собой тригонометрическую функцию от частоты, однако отношение разности постоянных составляющих при разных амплитудах входного воздействия к амплитуде второй гармоники зависит от частоты, однако эта зависимость не является тригонометрической функцией от частоты.
{\displaystyle y(t)=c_{0}+c_{1}W_{1}(p)u(t)+W_{4}(p){[W_{2}(p)u(t)][W_{3}(p)u(t)]}}
Простая каскадная модель Гаммерштейна-Винера. Применяется, когда выходной периодический сигнал содержит третью и четвертую гармонику.{\displaystyle y(t)=d_{0}+c_{0}d_{1}W(0)+c_{0}^{2}d_{2}W^{2}(0)+[c_{1}d_{1}W(p)+2c_{0}c_{1}d_{2}W(0)W(p)]u(t)+[c_{2}d_{1}W(p)+c_{1}^{2}d_{2}W^{2}(p)+2c_{0}c_{2}d_{2}W(0)W(p)]u^{2}(t)+2c_{1}c_{2}d_{2}W^{2}(p)u^{3}(t)+c_{2}^{2}d_{2}W^{2}(p)u^{4}(t)}

Модель фильтра Заде. Применяется, когда постоянная составляющая выходного периодического сигнала не зависит от степени нелинейного преобразования.
{\displaystyle y(t)=y_{0}+\sum _{i=1}^{n}{a_{i}}\int \limits _{0}^{t}h_{t}(\theta )x^{i}(t-\theta )\,d\theta +\gamma (t)}